# Saphanus
Saphanus is een kevergeslacht uit de familie van de boktorren (Cerambycidae). De wetenschappelijke naam van het geslacht werd voor het eerst geldig gepubliceerd in 1834 door Audinet-Serville.

## Soorten
Saphanus is monotypisch en omvat slechts de volgende soort:
- Saphanus piceus (Laicharting, 1784)